# معین‌آباد (اردستان)
معین‌آباد (اردستان)، روستایی از توابع بخش زواره شهرستان اردستان در استان اصفهان ایران است.

## جمعیت
این روستا در دهستان ریگستان قرار دارد و براساس سرشماری مرکز آمار ایران در سال ۱۳۸۵، جمعیت آن ۹۰ نفر (۲۶خانوار) بوده‌است.